# 臺南市六甲區六甲國民小學
臺南市六甲區六甲國民小學（簡稱六甲國小）是一所位在中華民國臺南市六甲區的市立國民小學，成立於1906年，時稱「六甲公學校」。

## 校史
明治三十九年（1906年）2月20日核准設校，同年10月28日正式設校，名為六甲公學校，校址位於六甲媽祖廟後，明治四十四年（1911年）4月1日遷至現址。
大正元年（1912年）8月7日設內庄分校，次年設官佃分校。1917年內庄分校獨立為內庄公學校（今臺南市大內區大內國民小學），隔年官田分校也獨立為官田公學校（今臺南市官田區官田國民小學）。1919年設林鳳營分校（1944年獨立為林鳳營國民學校，即今臺南市六甲區林鳳國民小學），1924年設湖東分校，1925年設大丘分教場。昭和十六年（1941年）改稱六甲南國民學校。
1945年中華民國軍事接管臺灣（臺灣光復），改稱臺南縣六甲鄉第一國民學校。1946年湖東分校獨立為湖東國民學校，同年大丘分教場獨立為六甲鄉第四國民學校（後稱六甲鄉大丘國民學校、六甲鄉大丘國民小學）。1947年2月，改稱台南縣六甲鄉六甲國民學校，1968年配合九年國教改制為國民小學。1987年大丘國小改為六甲國小大丘分校，1994年再改為大丘分班，1999年廢班。2002年湖東國小併入六甲國小，為湖東分校。湖東分校在2017年已無新生入學。

### 歷任校長
戰後
| 姓名   | 任期                      | 備註 |
| ------ | ------------------------- | ---- |
| 顏林   | 1945年11月26日－1946年4月 | 代理 |
| 陳天賜 | 1946年4月－1972年1月      |      |
| 謝平中 | 1972年1月－1972年4月      | 代理 |
| 王勵昌 | 1972年4月－1986年8月      |      |
| 林錦波 | 1986年8月－1994年9月      |      |
| 林水雲 | 1994年9月－2001年8月      |      |
| 黃文勇 | 2001年8月－2006年2月      |      |
| 林本立 | 2006年2月－2006年8月      | 代理 |
| 陳掁男 | 2006年8月－2013年7月      |      |
| 陳志強 | 2013年8月－2021年7月      |      |
| 蘇淑娟 | 2021年8月就任             |      |

## 體育
六甲國小積極培育排球選手，該校之「小小鹿排球隊」為臺南市發展三級排球之重點球隊，曾多次於中華盃師生排球錦標賽、全國青年盃排球錦標賽、華宗盃全國排球錦標賽、和家盃全國排球錦標賽等賽事奪冠。

## 外部連結
- 臺南市六甲區六甲國民小學